# Projektdokumentation
Projektdokumentation (PDO, gelegentlich auch Projektabschlussbericht) ist gem. DIN 69901 die
Zusammenstellung ausgewählter, wesentlicher Daten über Konfiguration, Organisation, Mitteleinsatz, Lösungswege, Ablauf und erreichte Ziele des Projektes.
Die Projektdokumentation sollte demnach Aufschluss darüber geben, welches Problem zu lösen war (IST-Zustand) und welche Lösung man angewendet hat (SOLL-Konzept). Darüber hinaus sollte auch geklärt werden, aus welchen Gründen man diesen Lösungsweg beschritten hat, sowie, wo der Gewinn liegt und die Kosten des Projektes (Projektverlauf). Sie ist unabdingbar für eine lückenlose, aussagekräftige Dokumentation, da sie eine sehr wichtige Informationsfunktion übernimmt. Es empfiehlt sich, parallel zur Projektabwicklung die PDO zu schreiben.
Beachte die Abgrenzung zu Projekthandbuch, Projektakte.
In der Literatur wird oftmals zwischen zwei Arten von Dokumentation unterschieden:
- Prozessdokumentation: Dokumentation des Projektverlaufes
- Produktdokumentation: Dokumentation des Projektergebnisses

Eine besondere Bedeutung hat die PDO für Architekten und Ingenieure, da in der Honorarordnung dieser Disziplinen (HOAI) die PDO als eigene, gut dotierte Phase definiert ist.
Im PMBOK Guide wird als Ergebnis des Projektabschlusses eine vollständige und strukturierte Sammlung von Projektdokumenten gefordert, die mit "project archives" (Projektakte) bezeichnet wird, deren essentiellster Bestandteil die "product documentation" ist.

## Typischer Aufbau
- Projektvorfeld (IST-Analyse)
  - Aufgabenstellung (SOLL-Konzept)
  - Anforderungen
- Projektziele (SOLL-IST-VERGLEICH)
- Zeitplanung / Meilenstein (Projektmanagement)
- Wirtschaftlichkeit
- Projektverlauf
- Ausblick / Folgeaktivitäten
- Fazit
- Anlagen / Anhang: (eigentlich Bestandteil der Projektakte)
  - Pflichtenheft
  - Angebot
  - Preiskalkulation/Nutzwertanalyse
  - Kundeneinweisung
  - Abnahme- und Testprotokoll
  - Rechnung

## Gestaltung

### Perspektive
Auch wenn oftmals Projektdokumentationen in der "Ich-Form" geschrieben werden, sollte man dies möglichst vermeiden. Es empfiehlt sich hingegen eine personenneutrale, passive Darstellung.

### Layoutvorgaben
Sofern keine Vorgaben für das Layout vorliegen – wie beispielsweise der IHK – sind folgende Regeln empfehlenswert:
- Schriftgröße 10–12
- 1,5-zeilig
- Fließtext, Blocksatz, Serifenschrift (Quellcode und Shell-Auszüge stellt man mit einem Fixed-Width-Font (Mono-Space-Font) wie Courier oder Monaco dar, damit Einrückungen untereinander stehen.)
- Rand links 3,5 cm, rechts 2,5 cm

Seitens der DIN 69901 sind keine Vorgaben diesbezüglich vorgesehen.